# Pontresina
Pontresina (deutsch/italienisch; Rumauntsch Puter Puntraschignaⓘ) ist eine politische Gemeinde im Schweizer Kanton Graubünden. Sie gehört zur Region Maloja und liegt als nördlicher Talort des Berninapasses im Val Bernina, einem Seitental des Engadins.

## Geographie

Historisches Luftbild aus 300 m Höhe von Walter Mittelholzer von 1919

Pontresina ist die einzige Ortschaft im höchstgelegenen Seitental des Engadin. Die Gemeinde umfasst die älteren Dorfteile Laret, San Spiert sowie Giarsun und neue Quartiere am Berghang, vor allem Muragls. Sie ist umgeben von Berggipfeln, die bis über 4000 m hoch sind. Diese Lage ist seit dem 19. Jahrhundert Anziehungspunkt für Bergsteiger. Besonders beeindruckend ist das Massiv des Piz Bernina. Weitere bekannte Berge sind Las Sours (Zwei Schwestern), Piz Alv und Piz Languard.
Am Berninapass liegen die beiden Pontresiner Skigebiete Diavolezza (2978 m) und Lagalb (2893 m). Vom Dorfkern führt eine Sesselbahn zur Alp Languard (2330 m). Etwas ausserhalb von Pontresina, auf halbem Weg nach Samedan, liegt in Punt Muragl die Talstation der Muottas-Muragl-Bahn, einer Standseilbahn auf den Muottas Muragl (2456 m).

## Geschichte

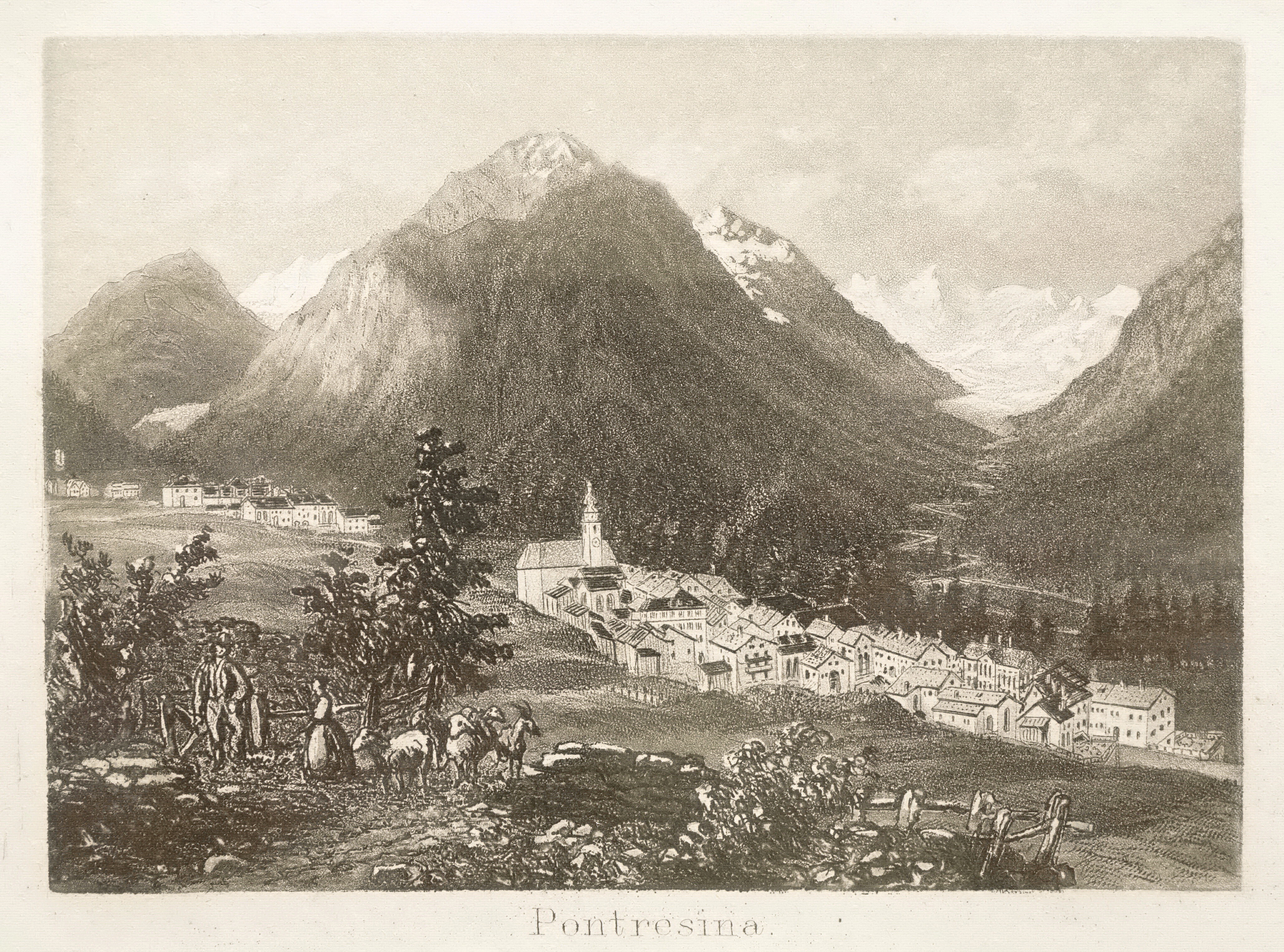
Pontresina um 1870. Rechts das Val Roseg mit dem Roseggletscher. Radierung von Heinrich Müller.

Erste urkundliche Erwähnungen des Ortsnamens sind ad Pontem Sarasinam (1137) und de Ponte Sarraceno (1237). Pontresina ist damit eine Zusammensetzung von lateinisch pons (Akkusativ pontem) «Brücke» und dem seit 1203 im ganzen Engadin bezeugten männlichen Personennamen Saracenus. Die früher vertretene Meinung, saracenus beziehe sich auf die Sarazenen, wird heute nicht mehr weiterverfolgt.
Pontresina verdankt seine Bedeutung der Lage am Berninapass und dem Fremdenverkehr. Im Mittelalter war der Ort bedeutsamer als das benachbarte St. Moritz. Oberhalb Giarsun steht die Ruine eines Wohnturms aus dem 13. Jahrhundert, der später Spaniola genannt wurde. Pontresina teilte die politische Geschichte des Kreises Oberengadin. Bereits 1587 verfügte es über eigene rätoromanische Statuten.
Kirchlich gehörte Pontresina im Mittelalter zu Samedan. Ab 1527 bildete es eine selbstständige Pfarrei. Die Einführung der Reformation erfolgte 1549. Die alte Pfarr- und heutige Begräbniskirche St. Maria, die bedeutende Wandmalereien aufweist, ist ein neuromanischer Bau; ihre im Turm sowie in der West- und Nordwand noch zu fassende Vorgängerin stammte vermutlich aus dem 12. Jahrhundert. Die heutige reformierte Kirche St. Nikolaus wurde 1640 errichtet und nach dem Dorfbrand von 1718, der in Laret 44 Häuser zerstörte, erneuert sowie vergrössert. Der Turm stammt aus dem Jahr 1887. Die katholische Kirche wurde 1923 erstellt. Abgegangen sind die Kapelle St. Peter bei Punt Muragl, die Kapelle und das 1519 errichtete Hospiz auf dem Berninapass, die 1485 erwähnte Heiliggeistkapelle in San Spiert (im Keller eines Hauses 1941 wiederentdeckt) und die neugotische, 1876 errichtete englische Kirche (1968 abgebrochen).
Im Val Minor wurden vom 13. bis ins 17. Jahrhundert Bleiglanz und Zinkblende gewonnen. Der von Engländern geprägte Alpinismus setzte um 1850 zunächst am Piz Bernina ein. 1850 wurde ein erster Gasthof eröffnet und 1871 der Bergführerverein gegründet. Im Sommer 1885 zählte man schon 2000 Gäste. Im Museum Alpin wird die Entwicklung Pontresinas zum Kurort von Weltruf dargestellt.
1842 bis 1865 wurde die Kunststrasse über den Berninapass angelegt, 1908 bis 1910 die Berninabahn. Bis 2011 fand in der Systemtrennstelle von Pontresina der Lokwechsel für den Bernina-Express statt; heute kommen Zweistromtriebzüge zum Einsatz. Während der beiden Weltkriege wurde der Berninapass gegen Angreifer aus dem Puschlav bei der Sperrstelle Berninahäuser befestigt.
Am Piz Albris entwickelte sich von 1921 an eine der grössten Steinbockkolonien der Schweiz. Die Sessel- und Seilbahnen auf die Alp Languard bzw. die Diavolezza (1956) und den Piz Lagalb (1963) sowie Kutschenfahrten ins Val Roseg, das 1977 zur Landschaftsschutzzone erklärt wurde, stellen touristische Attraktionen dar. 1997 wurde das Kongress-, Informations-, und Kulturzentrum Rondo eröffnet, 1998 der erste Klimaweg in Europa.

## Wappen
| Wappen von Pontresina | Blasonierung: «Gespalten von Schwarz und Gold (Gelb), überdeckt von einer silbernen (weissen) Bogenbrücke»                   |
| Wappen von Pontresina | Bereinigtes Wappen aus dem Jahre 1934 mit Bezug auf den Gemeindenamen (redendes Wappen). Die Brücke stellt die Punt Ota dar. |

## Bevölkerung
| Jahr      | 1850 | 1900 | 1950 | 1980 | 1990 | 2000 | 2005 | 2010 | 2012 | 2014 | 2020 |
| --------- | ---- | ---- | ---- | ---- | ---- | ---- | ---- | ---- | ---- | ---- | ---- |
| Einwohner | 270  | 488  | 774  | 1726 | 1604 | 2191 | 1911 | 1994 | 2080 | 2161 | 2178 |

### Sprachen
Ursprünglich benutzten die Bewohner Puter, ein rätoromanisches Idiom, zur Verständigung. Doch mit dem Aufkommen des Fremdenverkehrs wurde die Sprache rasch zurückgedrängt. Schon 1880 gaben nur noch 45,7 % der Einwohner Romanisch als Muttersprache an. Der kontinuierliche Rückgang des Romanischen hält bis heute an (letzter Wert von 2000: 7,94 %). Einzige Amtssprache ist heute Deutsch. Trotzdem war die offizielle Unterrichtssprache an der Primarschule bis vor wenigen Jahren nur Romanisch; heute wird vom Kindergarten (scouletta) an bis zur 9. Klasse durchgehend bilingual auf Romanisch und Deutsch unterrichtet. Die Entwicklung der vergangenen Jahrzehnte zeigt folgende Tabelle:
| Sprachen        | 1880    | 1900   | 1900     | 1941    | 1970    | Volkszählung 1980 | Volkszählung 1980 | Volkszählung 1990 | Volkszählung 1990 | Volkszählung 2000 | Volkszählung 2000 |
| Sprachen        | Anteil  | Anzahl | Anteil   | Anteil  | Anteil  | Anzahl            | Anteil            | Anzahl            | Anteil            | Anzahl            | Anteil            |
| --------------- | ------- | ------ | -------- | ------- | ------- | ----------------- | ----------------- | ----------------- | ----------------- | ----------------- | ----------------- |
| Deutsch         | 48,04 % | 252    | 51,64 %  | 59,45 % | 52,25 % | 990               | 57,36 %           | 993               | 61,91 %           | 1264              | 57,69 %           |
| Rätoromanisch   | 45,69 % | 164    | 33,61 %  | 26,68 % | 16,22 % | 250               | 14,48 %           | 194               | 12,09 %           | 174               | 7,94 %            |
| Italienisch     | 5,48 %  | 70     | 14,34 %  | 12,55 % | 22,30 % | 362               | 20,97 %           | 290               | 18,08 %           | 353               | 16,11 %           |
| Portugiesisch   | –       | –      | –        | –       | –       | –                 | –                 | 42                | 2,62 %            | 198               | 9,04 %            |
| Andere Sprachen | 0,78 %  | 1      | 0,20 %   | 1,32 %  | 9,23 %  | 124               | 7,18 %            | 85                | 5,30 %            | 202               | 9,22 %            |
| Einwohner       | 383     | 488    | 100,00 % | 757     | 1646    | 1726              | 100,00 %          | 1604              | 100,00 %          | 2191              | 100,00 %          |

Bemerkenswert ist der Anteil der Italienischsprachigen, der seit Jahrzehnten über dem Romanischen liegt. Dritthäufigste Sprache im Jahr 2000 war Portugiesisch mit 9,04 % Anteil an der Gesamtbevölkerung, was auf die Hotelangestellten zurückzuführen ist. 1990 konnten sich immerhin noch 32,4 % auf Romanisch verständigen; im Jahr 2000 waren es 25,3 %.

### Religionen und Konfessionen
1549 wurde die Reformation eingeführt. Infolge des Fremdenverkehrs ist die Bevölkerung heute gemischt evangelisch-reformiert und römisch-katholisch. Die reformierte Kirchgemeinde ist Teil der Evangelisch-reformierten Landeskirche Graubünden, die römisch-katholische Teil des Bistums Chur.

### Herkunft und Nationalität
Von den Ende 2005 1911 Bewohnern waren 1377 (= 72 %) Schweizer Staatsangehörige.

## Verkehr

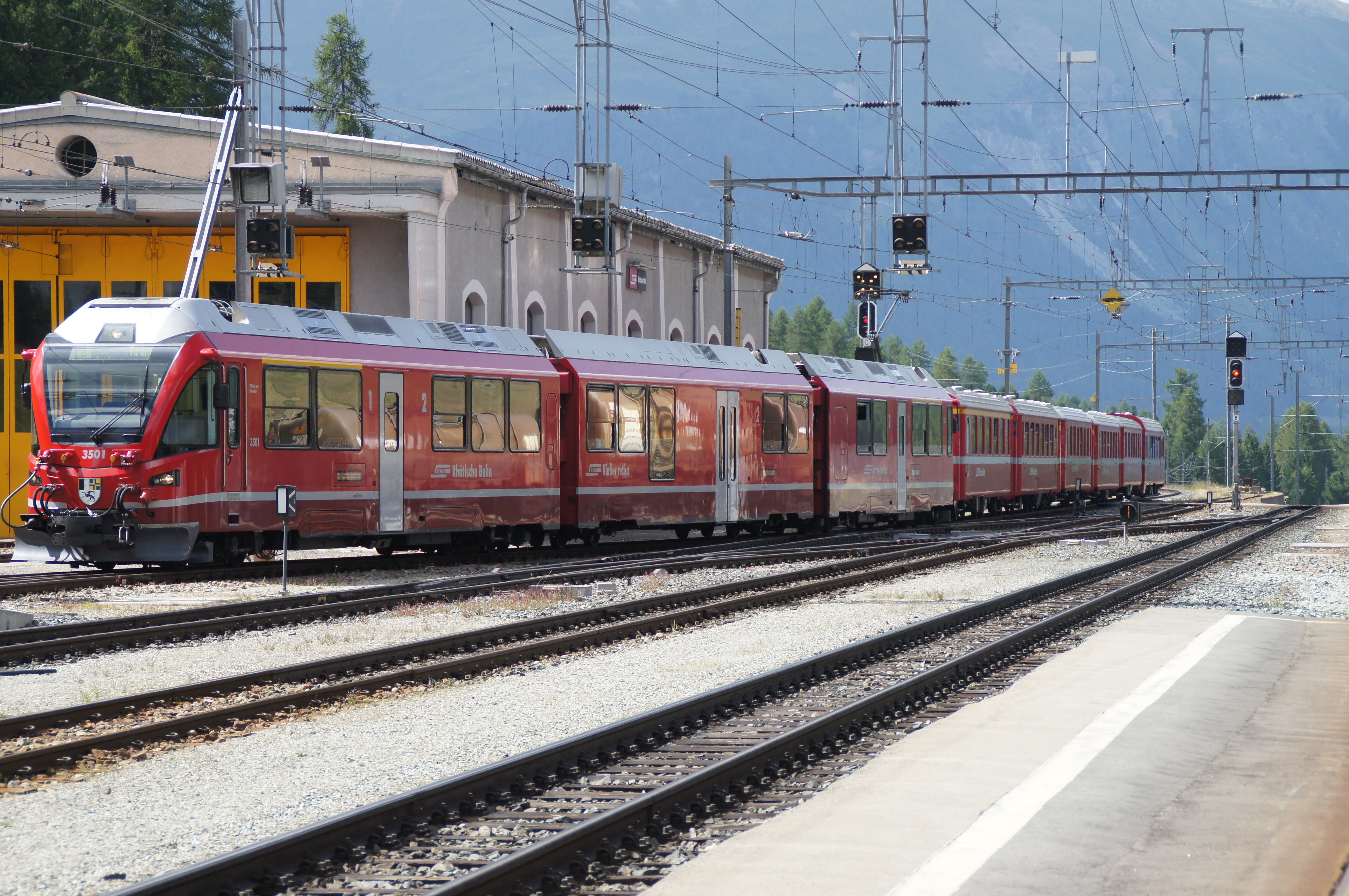
Zug der Berninabahn mit einem zweisystemfähigen Triebwagen in Pontresina

Pontresina liegt an der Berninapassstrasse von Samedan nach Poschiavo. Eine Umfahrungsstrasse entlastet das Dorf vom Durchgangsverkehr.
Der Ort hat einen Bahnhof an der Berninabahn von St. Moritz nach Tirano und ist Endbahnhof der Bahnstrecke von Samedan. Pontresina ist ein Zweisystembahnhof. Die Berninabahn verkehrt mit 1000 Volt Gleichstrom, die Strecke nach Samedan ist mit 11 kV 16,7 Hz Wechselstrom elektrifiziert. Auf dem Gleis 3 wurden früher die von Samedan auf die Berninabahn durchlaufenden Bernina-Express-Züge umgespannt. Heute kommen für solche Züge zweisystemfähige Triebwagen zum Einsatz.
- Chur – Samedan – Pontresina – Tirano +PR, teils   AW (Bernina Express)
- RE 9 St. Moritz – Pontresina – Ospizio Bernina – Poschiavo – Tirano
- R 15 Pontresina – Samedan – Zernez – Sagliains – Scuol-Tarasp
- R 19 St. Moritz – Pontresina – Ospizio Bernina – Poschiavo – Tirano

## Sehenswürdigkeiten

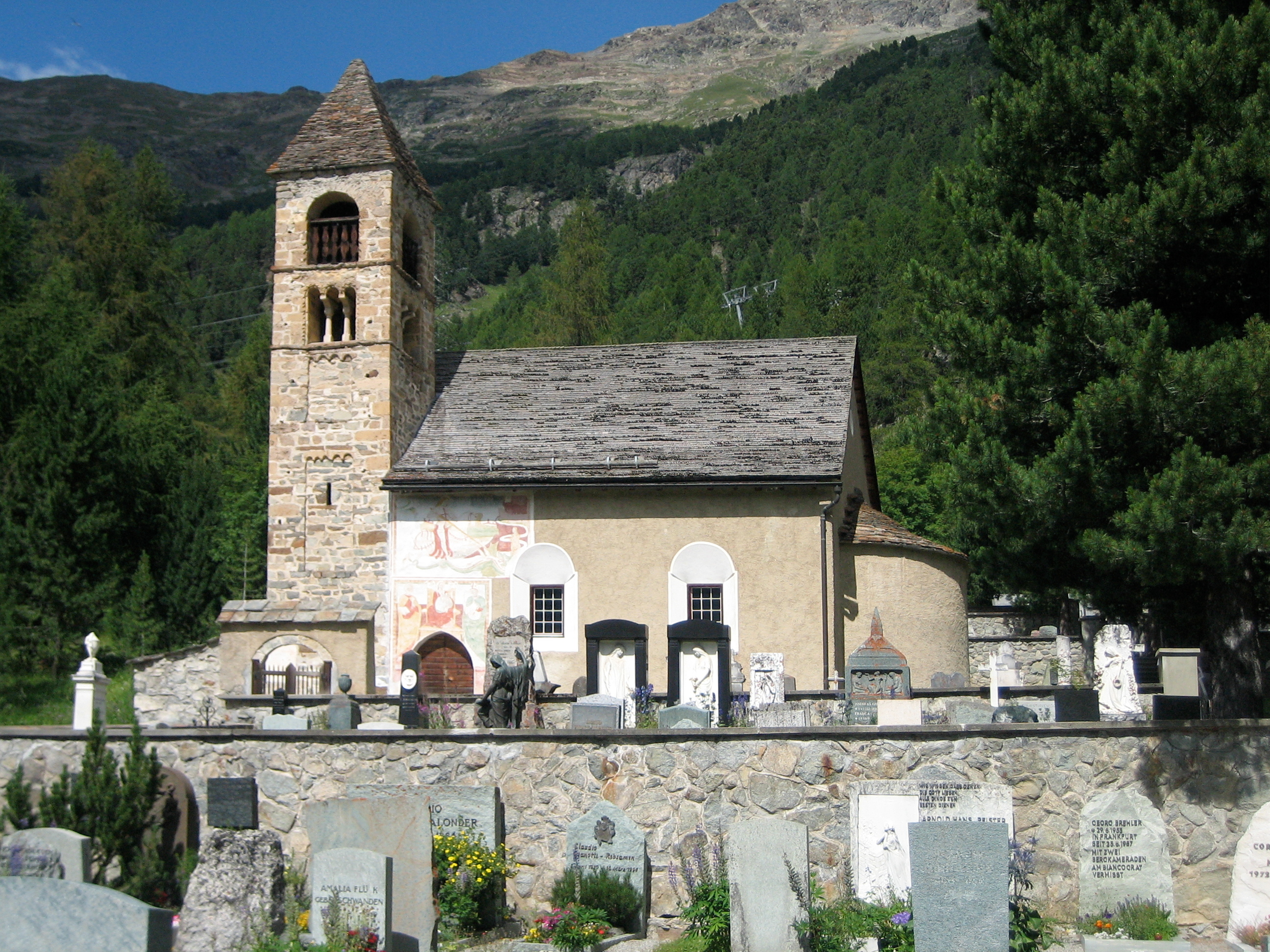
Kirche Sta. Maria

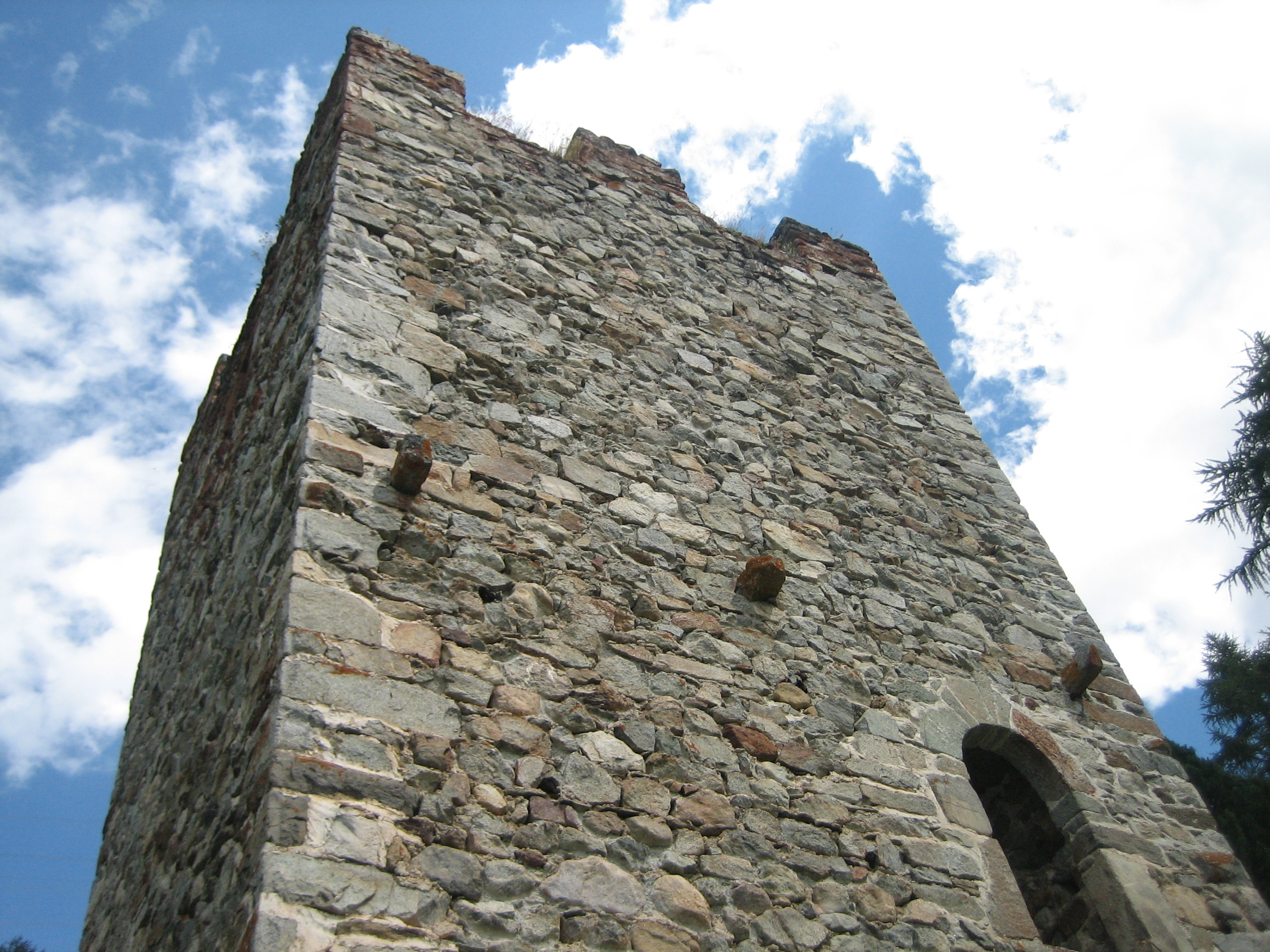
Spaniolaturm

- Der Ort ist von Häusern im Engadiner Stil geprägt. Viele sind mit Sgraffito-Wandmalereien und geschmückten Erkern verziert.
- Kirche Sta. Maria aus dem 12. und 13. Jahrhundert, im Innern mit zahlreichen Fresken versehen
- barocke Dorfkirche San Niculò, 1640 nach dem Dorfbrand errichtet[10]
- Chesa Campell[11]
- Aus dem 12. Jahrhundert stammt der Burgturm Spaniola.
- Ortsgeschichte vermittelt das «Museum Alpin».
- Zwischen dem alten Dorfteil und dem Bahnhof liegt die Punt Ota, die den Berninabach überquert.
- Kulturgut von nationaler Bedeutung ist das Grand Hotel Kronenhof.
- Chamanna da Tschierva, umgebaut und erweitert 2002, in Val Roseg, Architekt: Hans-Jörg Ruch[12]
- Hotel Saratz, 1996, Architekten: Pia Maria Schmid, Hans-Jörg Ruch[13]

Bis 1975 stand im Dorfzentrum auch ein anglikanisches Gotteshaus, die Holy Trinity Church.

## Sport

### Skilanglauf
Pontresina pflegt seit Jahren eine grosse Tradition zum nordischen Skisport. Langlauf- und Biathlon-Weltcups, Continental Cups, FIS-Rennen, Schweizer Meisterschaften, Junioren-WM und viele regionale und Nachwuchsrennen wurden dort ausgetragen. Zu den spektakulärsten Anlässen zählten die auf der mit Kunstschnee belegten Dorfstrasse durchgeführten Nachtsprints mit hochkarätiger Beteiligung von Weltcupathleten durch den Ortskern. Seit 2008 ist Pontresina im Rahmen des Engadin Skimarathons ausserdem Zielort des neueingeführten Halbmarathons. Seit der Saison 2016/17 wird in Pontresina zudem der Prolog der Langlauf-Rennserie Ski Classics ausgetragen.

### Ski Alpin
Mit einer Abfahrt der Herren fand am 5. Dezember 1982, zum Auftakt der Weltcupsaison 1982/83, letztmals ein Alpines Skiweltcuprennen in Pontresina statt. Damals gewann der Österreicher Harti Weirather vor seinem Landsmann Franz Klammer und dem Schweizer Peter Müller. Als zweitbester Schweizer klassierte sich der Bündner Conradin Cathomen auf dem vierten Rang. Die Plätze fünf und sechs belegten Helmut Höflehner und Ken Read. Zuletzt war Pontresina im Jahre 2003 Austragungsort bei der Alpinen Ski-WM St. Moritz-Pontresina.

### Skispringen
1907 begann man im Engadin mit dem Bau der Berninaschanze, die offiziell im Winter 1912 als 40-m-Schanze eingeweiht wurde. In den zwanziger Jahren beschloss man, auf der linken Seite des Rosegtals eine neue grössere Schanze zu bauen, die Weiten bis zu 80 m ermöglichen sollte. 1925 eröffnete der Skiclub Bernina Pontresina diese Anlage mit einem internationalen Wettkampf. In den Jahren danach erfolgten viele grosse Sprungläufe, wobei in manchen Wintern bis zu vier Wettbewerbe durchgeführt wurden. In dieser Zeit gehörten Pontresinas internationale Skispringen zu den sportlich führenden Veranstaltungen in Europa. So sprang hier 1928 der Schweizer Bruno Trojani als erster Springer der Welt über 70 m. Ein weiterer Weltrekord gelang Adolf Badrutt 1930 mit 75 m. 1948 fand das letzte Springen auf der Berninaschanze statt. Nach dem Zweiten Weltkrieg verfielen beide Schanzen.

### Andere Sportarten
Vom Muottas Muragl führt im Winter eine Schlittelbahn ins Tal.
Rund um Pontresina gibt es zahlreiche Möglichkeiten, wandernd auf einfachen und anspruchsvollen Touren die Bergwelt zu erkunden.
Pontresina war 2012/13 Startort und danach kurzzeitig Durchgangsort des Gebirgslaufs Swiss Irontrail.

## Persönlichkeiten
- Gian Marchet Colani (1772–1837), legendärer Jäger und Büchsenmacher
- Wilhelm Conrad Röntgen (1845–1923), Nobelpreisträger für Physik; er verbrachte oft hier seine Sommerurlaube
- Konstantin I. (Griechenland) (1868–1923), König von Griechenland; er erkrankte hier 1917[14]
- Otto Kober (* 1. März 1935 in Pontresina, Bürgerort La Punt Chamues-ch), Maler, Architekt, Zeichner, Lithograf[15]
- Beat Anton Rüttimann (* 1967),  Schweizer Brückenbauer, der in Lateinamerika und Südostasien tätig ist; dort bekannt als Toni el Suizo.
- Jessica Pünchera (* 1982), Skirennfahrerin
- Curdin Perl (* 1984), Skilangläufer

## Bilder

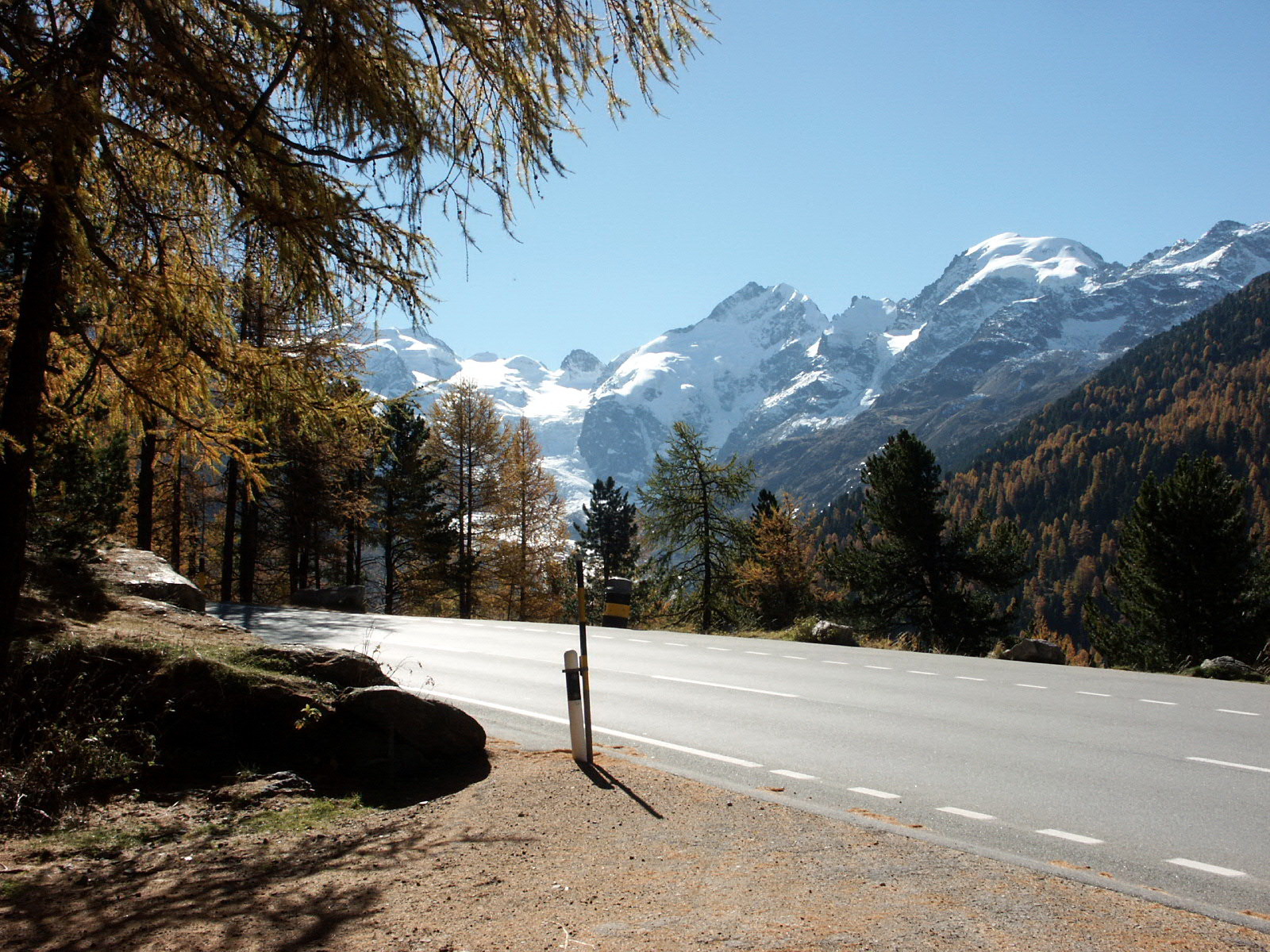
Berninagruppe
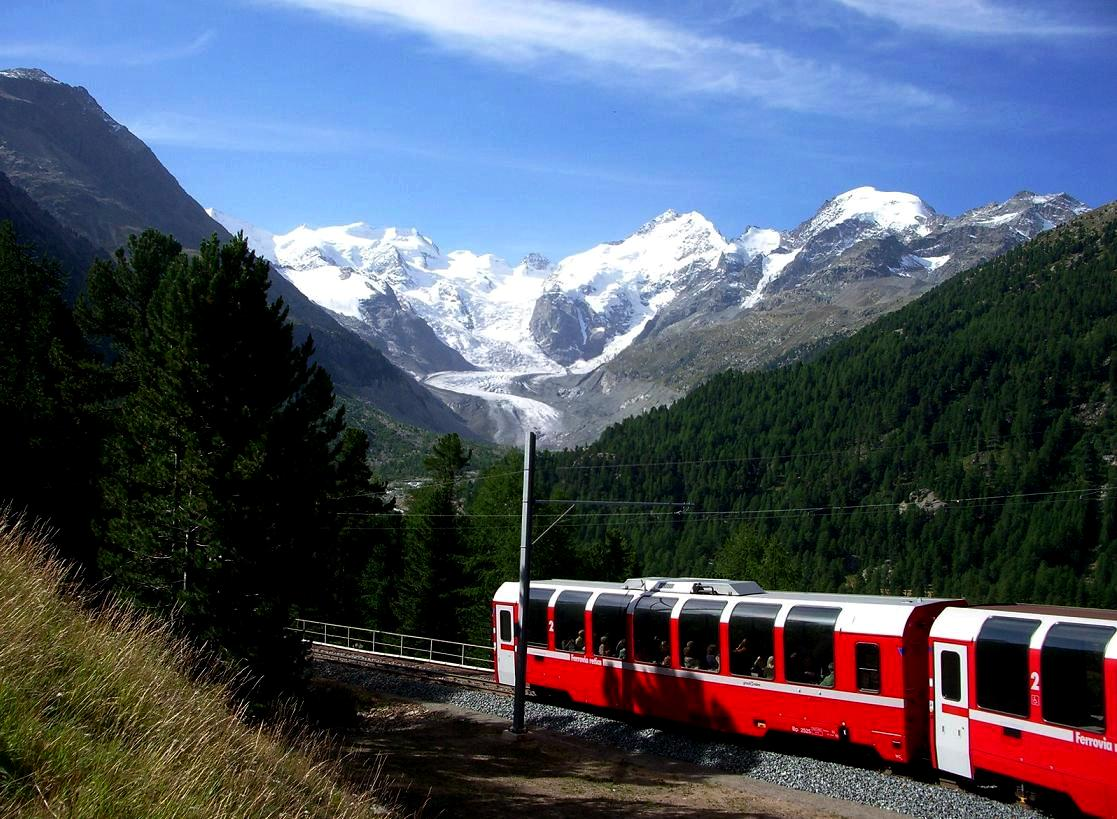
Morteratschgletscher
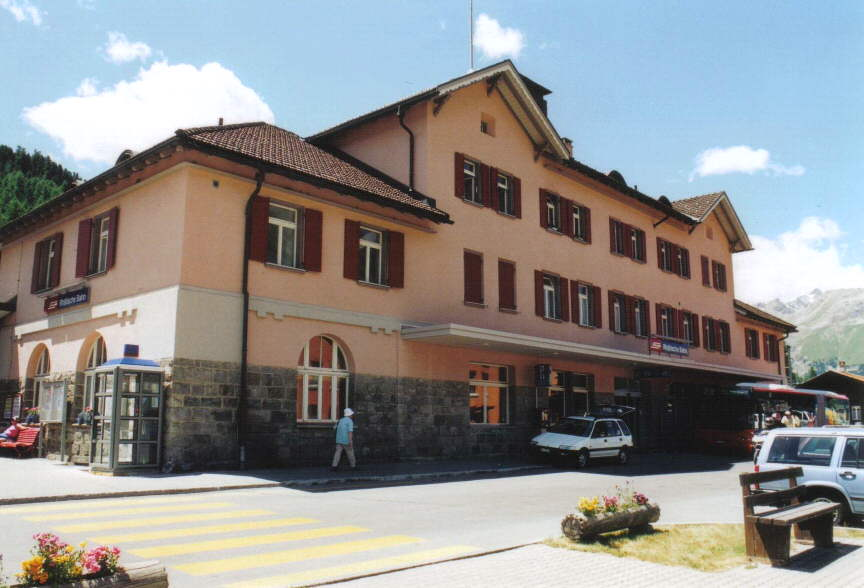
Bahnhof von Pontresina
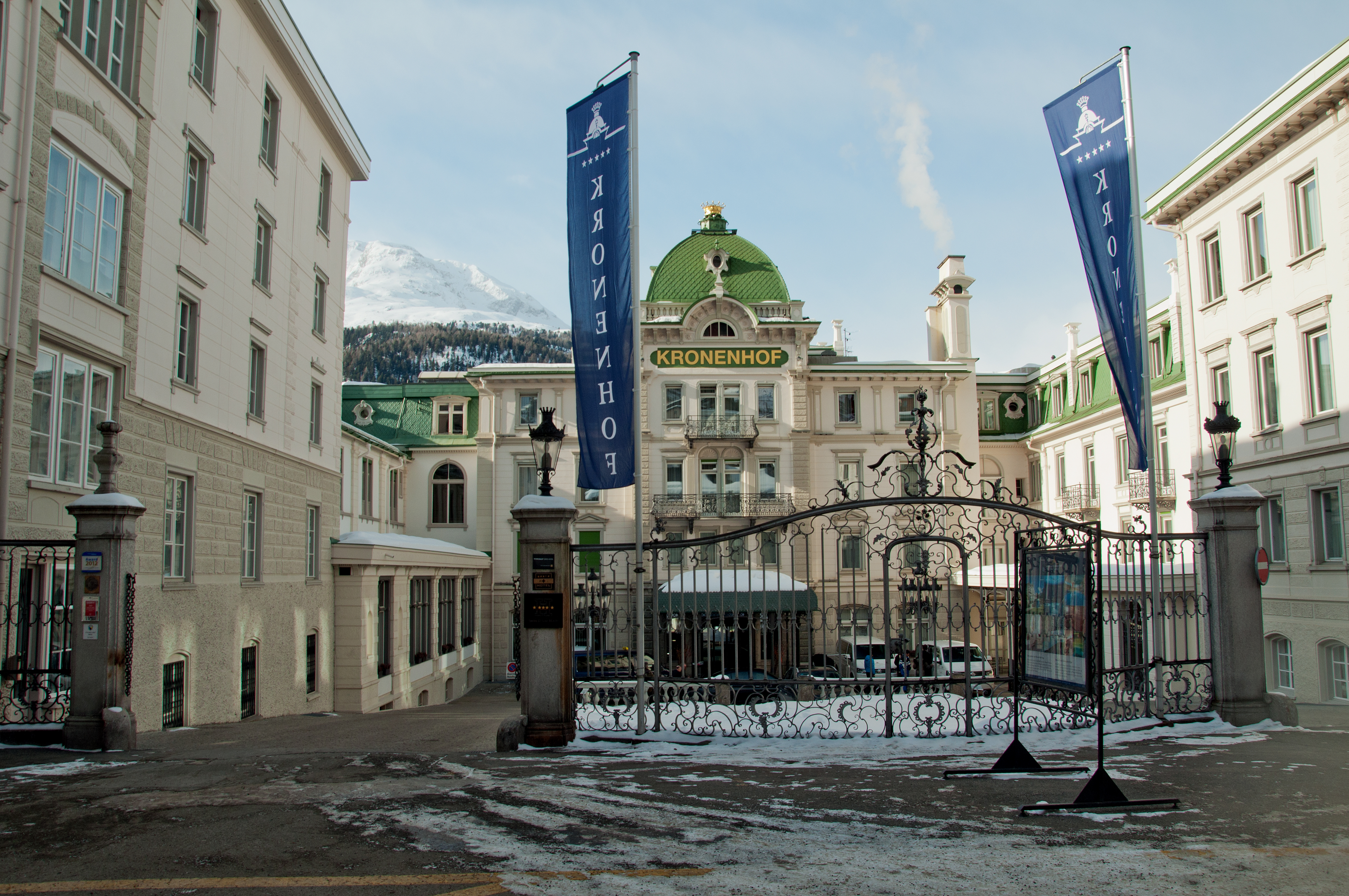
Grand Hotel Kronenhof
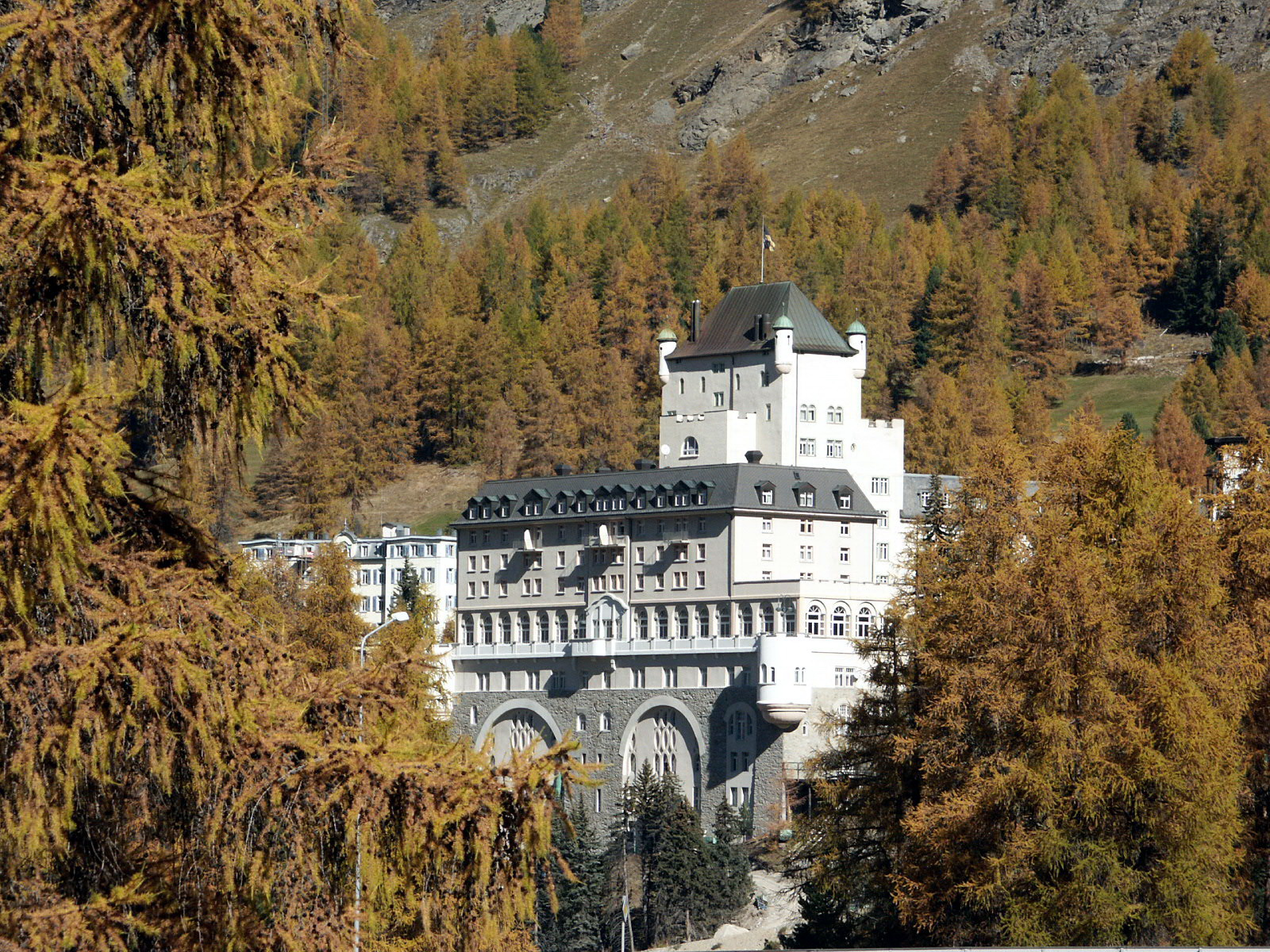
Schlosshotel in Pontresina
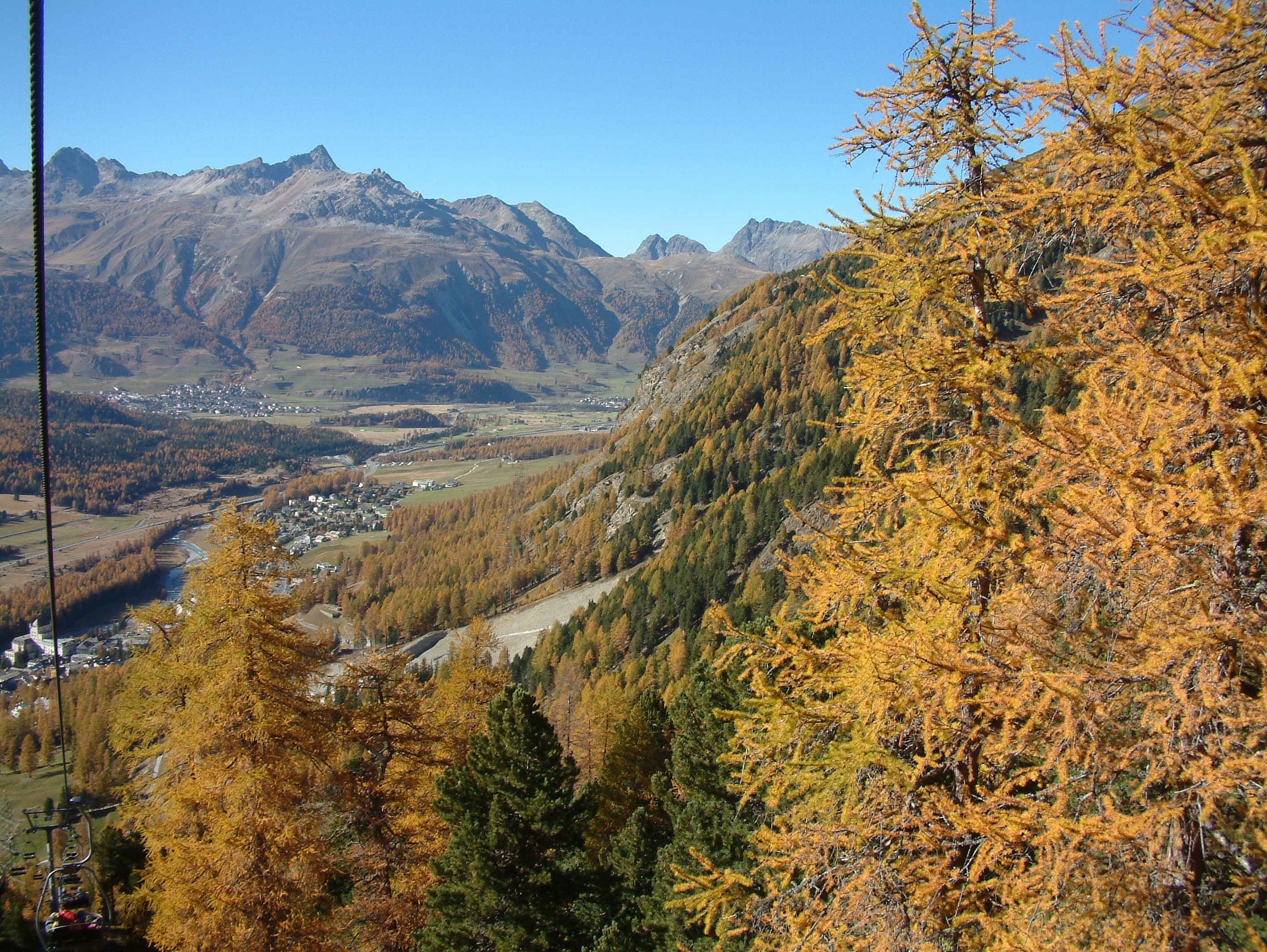
Sessellift von der Alp Languard (2330 m)